# グミモドキ

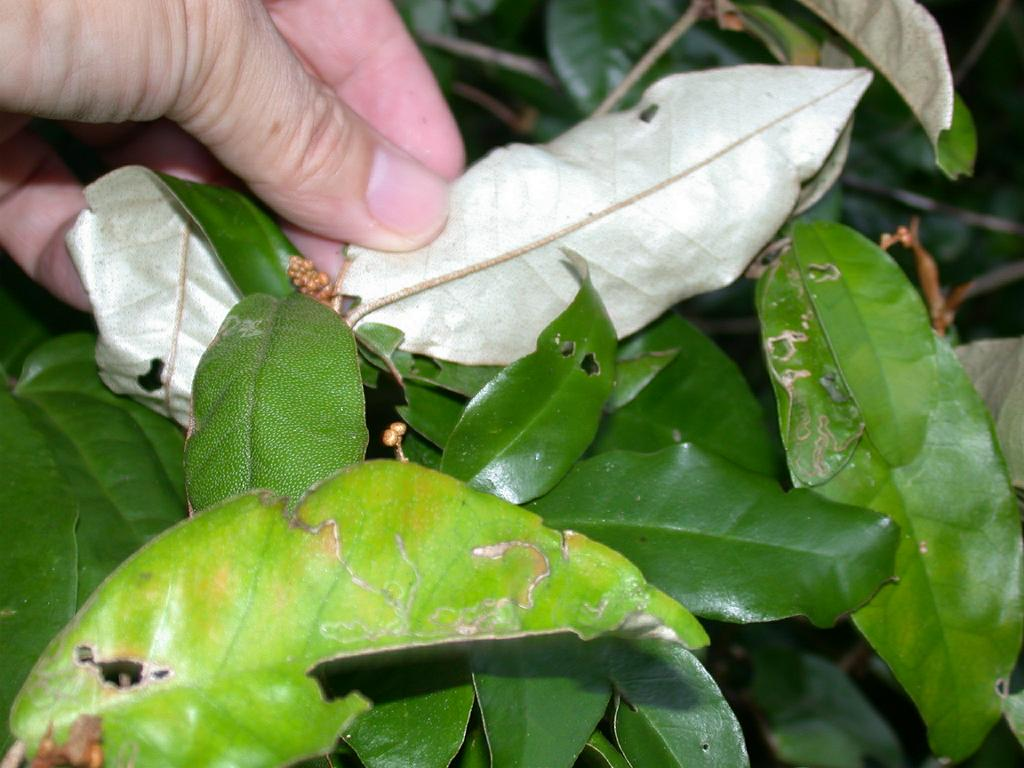
葉の裏面を示す

グミモドキ（学名: Croton cascarilloides）は、トウダイグサ科ハズ属植物の一種。アジアの熱帯および亜熱帯地域に分布している。その名の通りグミに似る。

## 特徴
高さ2-3m程度の常緑性低木。枝振りはやや横に広がる。全体に白銀色の鱗片がその表面にある。
葉は互生だが、枝先に集まり（束生）、やや平らに広がる。葉は長さ10cm前後で楕円形から菱形、やや披針形がかる。先端はやや突きだし、縁はほぼなめらか、基部は丸っぽくて2cm程の葉柄がある。

## 分布と生育環境
日本では南西諸島に分布する。普通は隆起珊瑚礁の上に成立する森林の低木として生育する。
日本国外では台湾、南中国からマレーシアに分布する。

## 利用
材が硬いため箸、爪楊枝の材料として盛んに用いられた。

## 異名
- Croton punctatus Lour.
- Croton polystachyus Hook. & Arn.
- Croton cumingii Müll.Arg.
- Oxydectes cumingii (Müll.Arg.) Kuntze
- Croton pierrei Gagnep.
- Croton cumingii var. angustifolius Gagnep.
- Croton cascarilloides f. pilosus Y.T.Chang

## 特記
カスカリラノキ（学名: Croton eluteria (L.) W.Wright）の別名であるCroton cascarilloides Geiselerと混同してはならない。

## クロンキスト体系における分類
- 植物界 Plantae
- 被子植物門 Magnoliophyta
- 双子葉植物綱 Magnoliopsida
- バラ亜綱 Rosidae
- トウダイグサ目 Euphorbiales
- トウダイグサ科 Euphorbiaceae
- ハズ属 Croton